# Vienna Biennale
Die Vienna Biennale für Kunst, Design und Architektur findet alle zwei Jahre in Wien statt. Sie geht auf eine Initiative des MAK – Österreichisches Museum  für angewandte Kunst / Gegenwartskunst zurück.

## Vienna Biennale 2015: IDEAS FOR CHANGE
Die erste Vienna Biennale fand von 11. Juni bis 4. Oktober 2015 unter dem Titel Ideas for Change an mehreren Orten in Wien statt. Sie wurde vom MAK in Kooperation mit der Universität für angewandte Kunst Wien, der Kunsthalle Wien, dem Architekturzentrum Wien und dem Kreativzentrum der Wirtschaftsagentur Wien, departure, organisiert und vom AIT Austrian Institute of Technology als außeruniversitärem Forschungspartner unterstützt.

## Vienna Biennale 2017
Die zweite Ausgabe der Vienna Biennale fand vom 21. Juni bis 1. Oktober 2017 unter dem Titel Roboter. Arbeit. Unsere Zukunft statt.